# Giuseppe Porcheddu
Giuseppe Porcheddu, meglio noto come Beppe Porcheddu (Torino, 1º maggio 1898 – 27 dicembre 1947 ?), è stato un illustratore, ceramista e pittore italiano, maestro dell'illustrazione e della grafica italiana dagli anni venti agli anni quaranta.

## Biografia

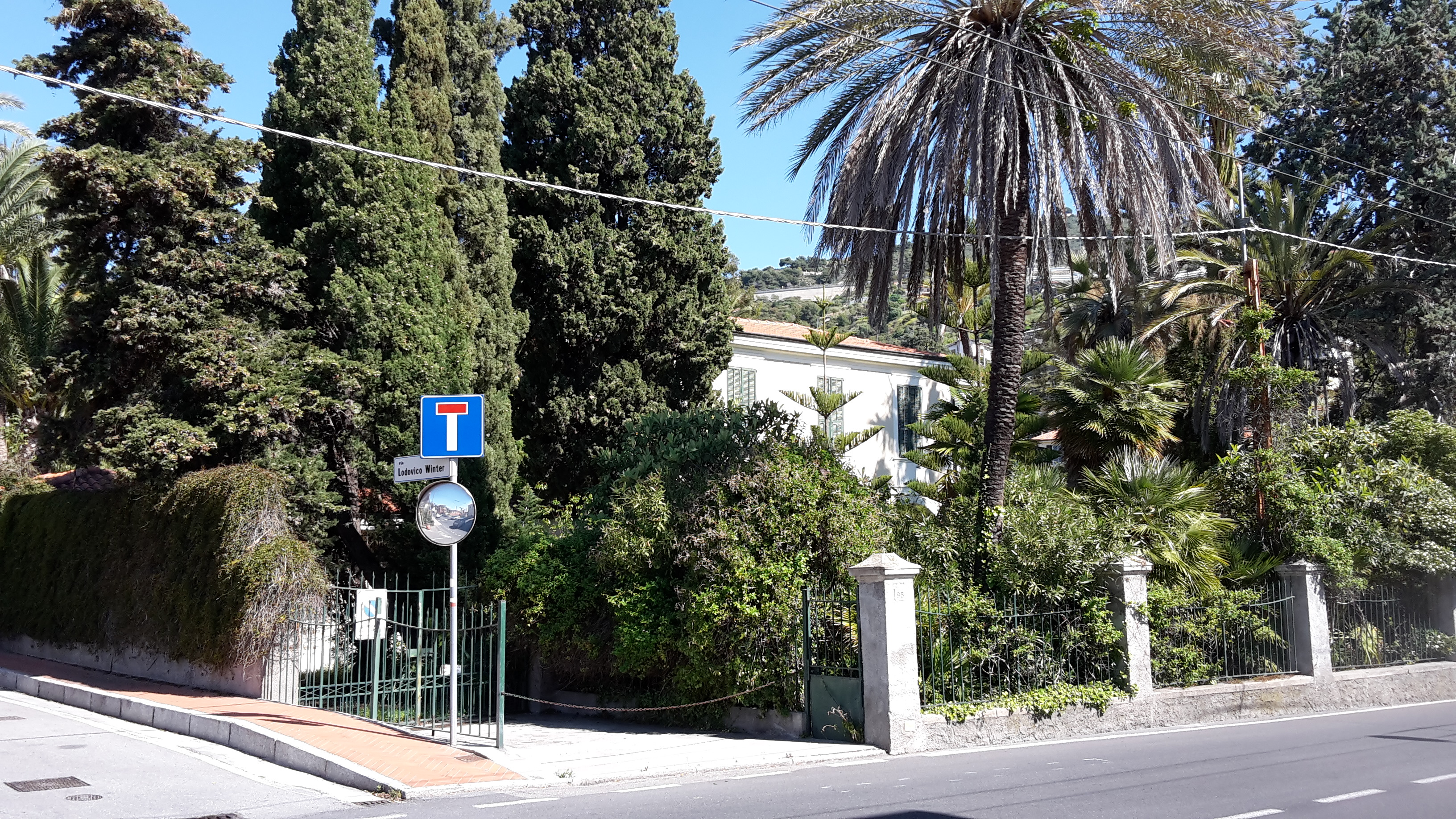
Villa Llo di Mare, via Arziglia 97, Bordighera

Giuseppe Porcheddu, figlio dell'ing. Giovanni Antonio, nasce a Torino, ove il padre ha aperto uno studio professionale per la realizzazione di conglomerati in cemento armato, con la concessione esclusiva in Italia del brevetto Hennebique. Studia inizialmente da autodidatta. Grazie alla prima "Esposizione internazionale di umorismo" in Italia, tenutasi a Rivoli nel 1911, si appassiona a nomi come  Arthur Rackham e Edmund Dulac. Giovanissimo, esordisce sul Corriere dei Piccoli e sulla “Domenica dei Fanciulli”.
Dopo gli studi classici, incoraggiato dallo scultore Leonardo Bistolfi, Porcheddu frequenta i corsi di disegno nella facoltà di architettura del Politecnico di Torino. Nel 1916 viene richiamato alle armi per combattere nella prima guerra mondiale col grado di sottotenente degli Alpini. Negli ultimi giorni del conflitto, una ferita in battaglia lo rende claudicante per tutta la vita.
Al ritorno dal fronte, Porcheddu collabora come illustratore per la rivista "Il Pasquino" e, nel 1920, per le riviste "Numero", "La Lettura", "L'Illustrazione del Popolo", "Il Secolo XX"; nello stesso anno entra nella sezione artistica delle Edizioni De Agostini, per la quale realizza i disegni della collana "I grandi prosatori", e le tavole del romanzo "Angelo di Bontà" di Ippolito Nievo.
A partire dal 1922, Porcheddu inizia la sua attività di disegnatore di bambole, progettista di giocattoli e decoratore di ceramiche che vengono esposti nel 1929 alla mostra della produzione della fabbrica "Lenci", alla Galleria Pesaro di Milano.
Nel 1938 firma la scenografia del film Ettore Fieramosca di Alessandro Blasetti. Nel 1939 Beppe Porcheddu lascia Torino e si trasferisce a Bordighera.
È apprezzato disegnatore di fumetti: crea la serie dei "nanetti" per il “Corriere dei Piccoli” e "L'anello di Burma", da un romanzo di Renato Brunati, per il “Balilla”; collabora con la Mondadori, chiamato da Federico Pedrocchi; quest'ultimo gli affida la sceneggiatura de "Il castello di San Velario" di Eros Belloni, che sarà pubblicato postumo, nel 1948, nella collana degli Albi d'Oro di Topolino, in due parti. Sempre per “Topolino” realizza anche I viaggi di Gulliver, che non vedrà mai la pubblicazione.
Il suo capolavoro è l'illustrazione del "Pinocchio" di Collodi (1942). Per tale impresa Porcheddu utilizza tre soli colori, il rosso mattone, l'azzurro carta da zucchero e il bianco biacca, cui aggiunge il nero. L'artista, tuttavia, ha la geniale idea di realizzare i disegni su cartoncini grigio chiaro o beige, dando una precisa valenza cromatica anche allo sfondo libero dal disegno. Nel "Pinocchio", la grafica dell'artista compone in ogni singola tavola un impianto che ancor oggi appare straordinariamente moderno.
Antifascista, la sua villa ligure, villa Llo di Mare, è luogo d'incontro e di cospirazione di molti antifascisti e, durante la guerra, ospita moglie e figlia di Concetto Marchesi, latinista e partigiano comunista. Nasconde clandestinamente anche due ufficiali britannici, di cui uno diverrà suo genero. Per un breve periodo, è presidente del CLN di Bordighera.
Il 27 dicembre 1947, esce di casa per un viaggio a Roma, dove si deve tenere una mostra dei suoi dipinti, e non si avranno più sue notizie. Da Bordighera aveva spedito un'ultima lettera alla sorella Ambrogia, ove è scritto: "La vita è un continuo tradimento. I più bei sogni... restano sogno. Chissà quando ci rivedremo?".
Ha illustrato oltre cinquanta volumi; si è cimentato nella cartellonistica, nella pubblicità, nell'incisione, nella decorazione di coloratissime scatole di biscotti, di modelli per arredamento, di stoffe originalissime.

## Influenze: il filone del deforme e il revival medievale
Porcheddu privilegia gli aspetti più macabri e grotteschi degli artisti a cui si ispira.
La caratteristica ricorrente nelle prove giovanili sono i soggetti di natura mitologica e fantastica, concentrandosi in particolare sulle figure di sirene, di sauri, del dio Dioniso, i cui tratti taglienti modellano nasi adunchi ed espressioni maligne, verosimilmente influenzato dal filone del deforme di ascendenza nordica.
Fin dalla sua prima produzione, accanto all'attitudine al grottesco, Porcheddu mostra una naturale inclinazione per quello che Massimo Oldoni definisce "trinomio perfetto di simboli d’un mondo (quello medievale) che si è espresso per metafore come nessun'altra civiltà precedente" : la fortezza/abbazia, la foresta e il cavaliere.
Soldati rinchiusi in ricche armature sul dorso di eleganti destrieri costellano la produzione di Porcheddu a partire dalla giovinezza e lungo tutta la sua attività, attraverso i diversi linguaggi in cui essa si esplica. L'iconografia di san Giorgio e il drago, che puntualmente appare in disegni per ex libris, inviti e biglietti augurali, è emblema della passione dell'autore per il mondo medievale.

## Libri illustrati
- Ugo Ghiron, I piccoli canti, poesie per fanciulli, Torino, Paravia, 1921;
- Gigi Raimondo, Le visioni di Accipicchio, Torino, Paravia, 1921;
- Demòn De La Barca, I signori dell'infinito, Torino, Paravia, 1923;
- Arnaldo Cipolla, Il cuore dei continenti, Milano, Mondadori, 1926;
- Gian Bistolfi, Un po' di destino, Torino, Alberto Giani, 1927;
- Gian Bistolfi, Racconti così, Milano, Garzanti, 1927;
- Alphonse Daudet, Tartarino di Tarascona, Milano, De Agostini, 1928;
- Prosper Mérimée, Colomba, Milano, De Agostini, 1928;
- Lev Tolstoj, La felicità domestica, Milano, De Agostini, 1928;
- Joseph Bédier, Il romanzo di Tristano e Isotta, Milano, De Agostini, 1929;
- Ippolito Nievo, Angelo di Bontà, Milano, De Agostini, 1929;
- E. G. Wells, La sirena, Milano, De Agostini, 1929;
- Diorama, Il fanciullo che vola, Milano, Vallardi, 1933;
- Edward Bulwer-Lytton, Gli ultimi giorni di Pompei, Torino, SEI, 1934;
- Piero Gribaudi, L'Uomo e il suo regno, Testo di geografia, Torino, SEI, 1934;
- Rudolf Erich Raspe, Le avventure del barone di Munchausen, Torino, Paravia, 1934;
- A. Cipolla, Balilla regale, Milano, “Est”, 1935;
- Eva Osta, Filastrocca, Torino, Editrice libraria italiana, 1938;
- Eva Osta, La storia dei dieci leprottini, Trieste, La Editoriale Libraria, s.d.;
- E. Bruno, Passeggiate storiche torinesi, Torino, Frassinelli, 1939;
- Giuseppe Zucca, Sentieri sotto le stelle voll. I, II, III, Torino, SEI, 1940-41;
- A. Jandolo, Torri del Lazio, Milano, Ceschina, 1941;
- Augusto Rostagni, Romanità perenne: antologia latina per la scuola Media, Milano - Verona, Mondadori, 1941;
- Emilio Salgari, I ribelli della montagna, Torino, Paravia, 1941;
- Alda Bersanetti, Avventura nella Russia Bolscevica, Torino, SEI, 1942
- Carlo Collodi,  Le avventure di Pinocchio. Storia di un burattino, Torino, Paravia, 1942;
- Emilio Salgari, I ribelli della montagna, Torino, Paravia, 1943;
- Emilio Salgari, L'indiana dei monti neri, Torino, Paravia, 1944;
- Ugolino Luigi, Guerrino di Castelmaus, Como, Noseda, 1945;
- Gustave Flaubert, Le tentazioni di Sant'Antonio, Torino, Ramella, 1946;
- G. F. Cooper, Il bravo di Venezia, Torino, SEI, 1948;
- Michel Michele, Ragazzo Celebre, Como, Noseda, 1945;
- Rosario Magri, La Bella addormentata, Torino, SEI, 1951;